# Lukas Beikircher
Lukas Beikircher (* 1970 in Bruneck) ist ein deutsch-italienischer Dirigent.
Lukas Beikircher ist der Neffe des Kabarettisten Konrad Beikircher. Er wuchs in Zorneding auf und besuchte das Wilhelmsgymnasium München. Nach dem Schulabschluss studierte Beikircher Klavier und Komposition in München und absolvierte danach ein Dirigierstudium in Dresden.
Nach einem ersten Engagement als Korrepetitor am Staatstheater Braunschweig war er Principal Conductor der Stichting Internationale Operaproducties in Holland, wo er Produktion von Ariadne auf Naxos, Nabucco, Rigoletto und Carmen leitete. Danach war er als 1. koordinierter Kapellmeister am Staatstheater Darmstadt engagiert. In den Spielzeiten 2010/11 und 2011/12 übernahm Lukas Beikircher die Position des kommissarischen Chefdirigenten am Staatstheater am Gärtnerplatz.
Seit der Saison 2013/14 ist er Kapellmeister an der Deutschen Oper am Rhein. Dort übernahm er zunächst die musikalische Leitung der Opern Don Giovanni, La traviata und Death in Venice (Britten). Außerdem leitete er die Uraufführungen mehrerer Kinderopern. In der Spielzeit 2015/16 verantwortete er an der Deutschen Oper am Rhein in Düsseldorf seine erste eigene Produktion als Dirigent, eine Neueinstudierung der Strauss-Oper Arabella. Beikirchers Dirigat wurde dabei vom Publikum mit Widerspruch aufgenommen. In der Spielzeit 2015/16 folgten außerdem Dirigate von Rigoletto, Un ballo in maschera, Der fliegende Holländer, Hänsel und Gretel, Der Zwerg (Zemlinsky) und Werther. In der Spielzeit 2016/17 dirigierte Beikircher die Neuproduktion der Lehár-Operette Der Graf von Luxemburg; er leitete am Pult „sicher“, sorgte in seiner ersten Operettenproduktion für „zügiges, von Wacklern allerdings nicht freies und eher grobkörniges Musizieren“, war jedoch „spürbar um Subtilität bemüht“. Im Juni 2017 leitete er die Duisburger Premiere von Don Carlo und brachte dabei die Solisten und die Duisburger Philharmoniker zu einer „hervorragend intonierten Legatokultur.“
Zur Saison 2019/20 wurde Beikircher Chefdirigent des Tiroler Landestheaters Innsbruck.
Beikircher trat auch als Konzertdirigent hervor. Er gab mit verschiedenen Orchestern Konzerte in den Niederlanden (Rotterdam, Den Haag), in der Berliner Philharmonie (mit dem Radio-Sinfonieorchester Bratislava), der Laeiszhalle Hamburg (ebenfalls mit dem RSO Bratislava), der Philharmonie München und im Münchner Herkulessaal, jeweils mit der Bohuslav Martinu Philharmonie.
Beikircher ist Vater einer Tochter.